# Max Borrmann
Gustav Lorenz Max Borrmann (* 24. Juli 1848 in Quedlinburg; † 18. April 1930 in Sondershausen) war ein deutscher Gutsbesitzer und Politiker.

## Leben
Borrmann war der Sohn des Kunst- und Handelsgärtners Andreas Friedrich Borrmann und dessen Ehefrau Johanna Elisabeth geborene Keilholz. Er war evangelisch-lutherischer Konfession und heiratete am 23. Juni 1877 in Straußfurt Marie Antonie Schmeißer (19. Januar 1854 in Gangloffsömmern; † 28. April 1945 in Sondershausen), die Tochter des Pächters des Brühl’schen Ritterguts Anton Schmeißer.
Borrmann lebte als Landwirt in Gangloffsömmern. 1883 kaufte er das „kleine Zengengut“ (Wacker’sches Gut) in Westgreußen für 95.000 Taler. Nachdem er das Gut 1910 verkauft hatte, lebte er in Sondershausen. Er war Vorstandsmitglied der Zuckerfabrik Greußem AG und Mitglied in landwirtschaftlichen Vereinen. 1890 wurde er zum Oberamtmann ernannt.
Vom 16. Oktober 1888 bis zum 31. Dezember 1895 war er Abgeordneter im Landtag des Fürstentums Schwarzburg-Sondershausen.